# Anastásios Tsamadós
Anastásios Tsamadós (grec moderne : Αναστάσιος Τσαμαδός ; 1774 à Hydra - 1825 à Sphactérie) est un amiral grec de la guerre d'indépendance grecque. Il était le célèbre capitaine du brick Arès (en) et un amiral qui dirigeait une escadre navale sous Andréas Miaoúlis. Anastásios Tsamadós a participé de nombreux combats, avant de mourir héroïquement lors de la bataille de Sphactérie. Jules Verne évoque le courage d'Anastásios Tsamadós dans son roman L'Archipel en feu paru en 1884.

## Biographie
Anastásios Tsamadós est né sur l'île d'Hydra en 1774. Lorsque la révolution grecque éclata en mars 1821, il rejoignit la flotte de son île natale avec son navire, l'Arès, armé de 16 canons. Il prit part à de nombreuses batailles et manœuvres lors du conflit et devint rapidement un capitaine célèbre. 

### Bataille de Sphactérie
En avril 1825, il se rendit à Pýlos pour rencontrer le ministre de la Guerre Anagnostarás et aider dans la lutte contre Ibrahim Pacha. 

En 1825, une garnison grecque était cantonnée sur l'île de Sphactérie, qui contrôlait l'entrée du port de la baie de Pýlos (Navarin). Ibrahim Pacha, chargé par le sultan ottoman de réprimer la révolte grecque, devait prendre l'île pour utiliser la baie à ses propres fins. En mai, une troupe de plus de quinze cents Égyptiens débarqua sur l'île de Sphactérie défendue par Anastásios Tsamadós et de sa bande de marins et de soldats. Touché à la jambe, l'amiral Tsamadós a continué à se battre à genoux jusqu'à ce qu'il soit tué. Lorsque l'événement tragique fut connu, les marins et les soldats regagnèrent le brick Arès de Tsamadós, à bord duquel Aléxandros Mavrokordátos s'était déjà réfugié. Les derniers combattants grecs, avec à leur tête Dimítrios Sachtoúris et Nikólaos Vótsis, ont forcé un passage à travers une flotte turque forte de trente-quatre navires. Pendant quatre heures, ils ont été bombardés et ont souffert deux morts et huit blessés. Cette scène a été représentée en 1894 dans un tableau de Konstantínos Volanákis, La sortie de l'Arès.

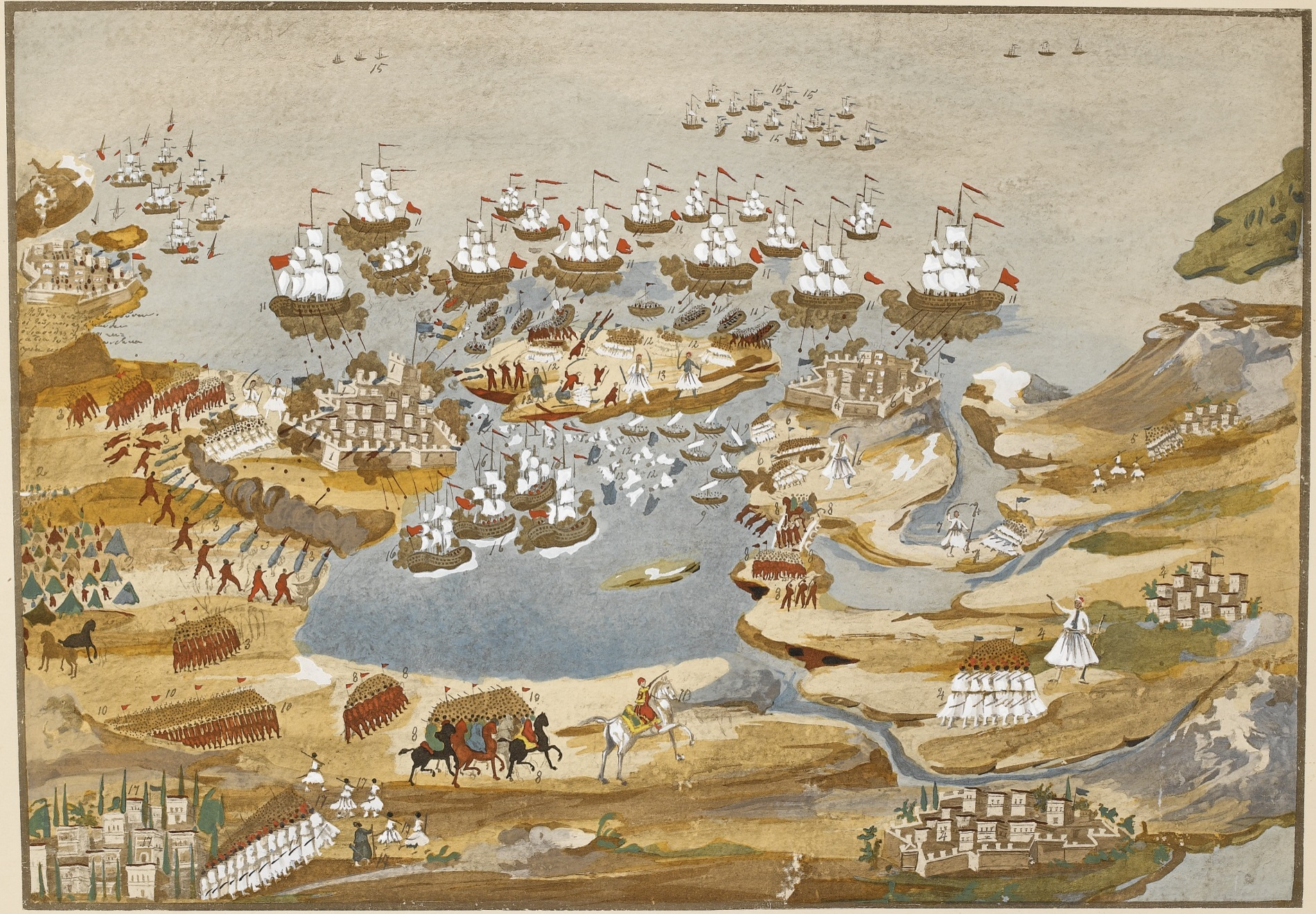
Bataille de Sphactérie et siège de Navarin pendant la guerre d'indépendance grecque, 1825.
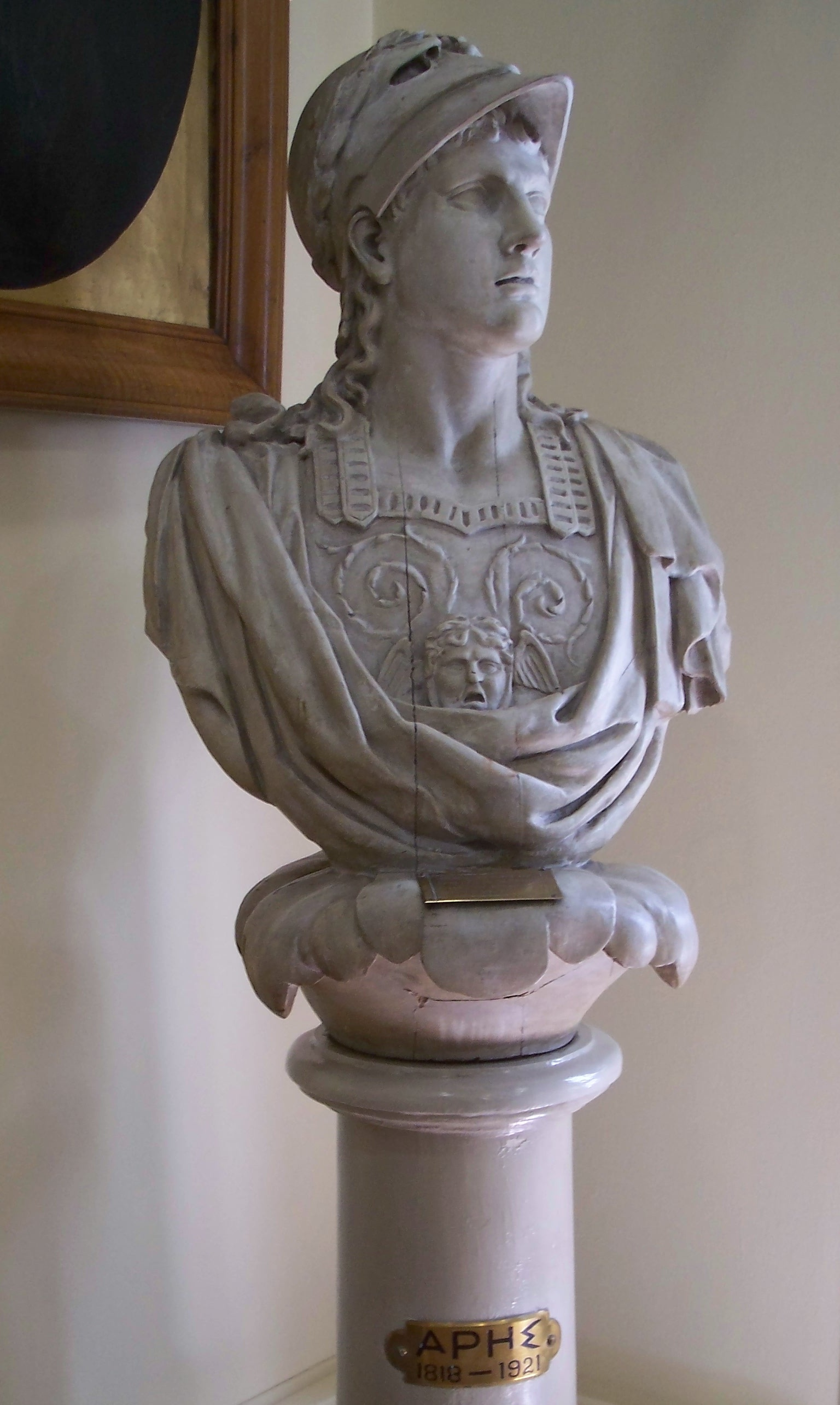
La figure de proue de l'Arès (en), aujourd'hui au Musée d'histoire nationale d'Athènes.
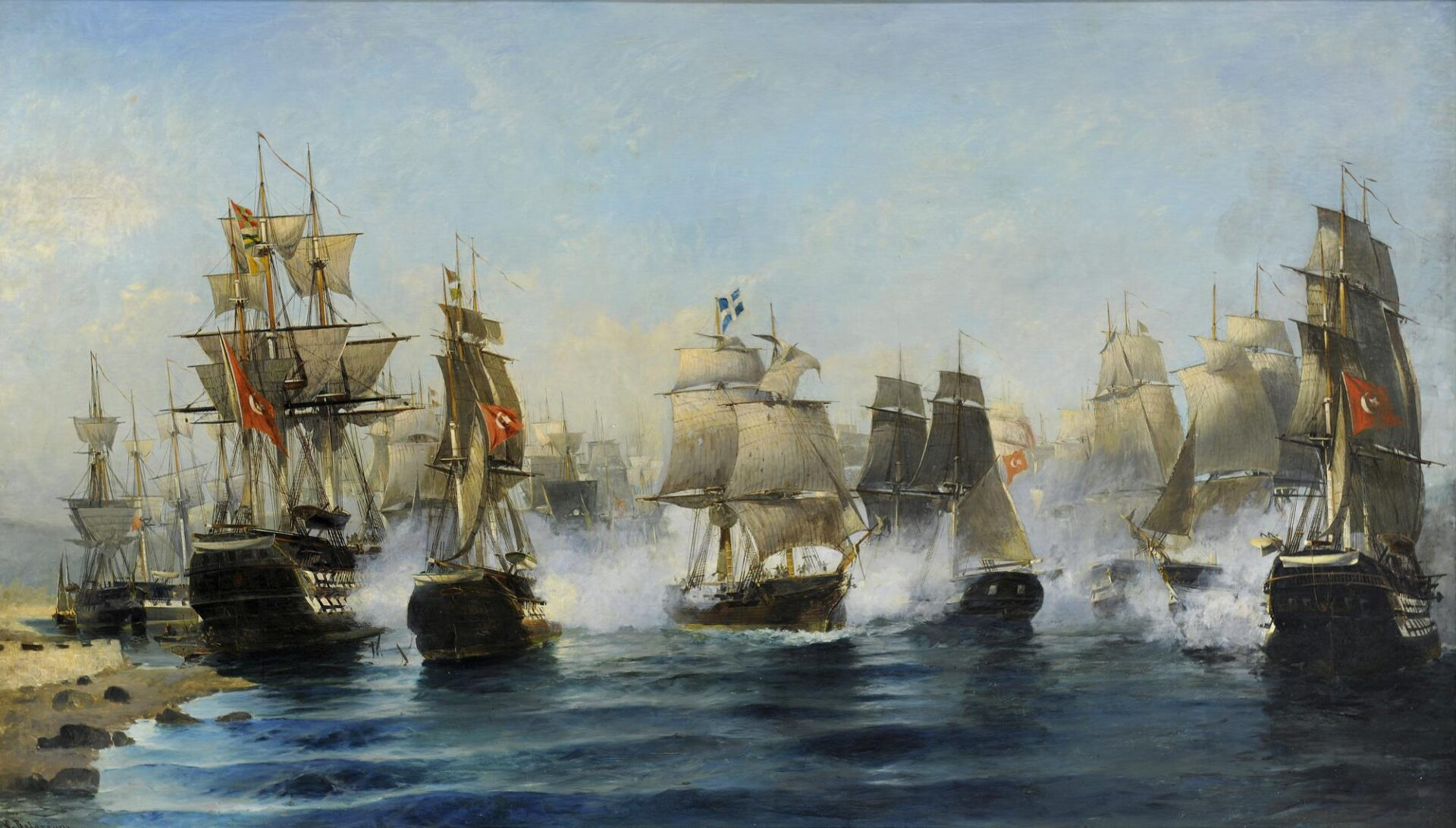
La sortie de l'Arès par Konstantínos Volanákis, Musée maritime hellénique, 1894.

## Sources
- (el) Histoire de la nation grecque, Vol. XII: la révolution grecque (1821–1832), Ekdotiki Athinon, 1971, 373–380 p. (ISBN 960-213-097-0, OCLC 636806977)
- L'Archipel en Feu, disponible sur le site du Projet Gutenberg
- Smith, William and Felton, Cornelius Conway. A History of Greece: From the Earliest Times to the Roman Conquest, with Supplementary Chapters on the History of Literature and Art. Hickling, Swan, and Brown, 1855.
- Histoire picturale de la guerre de l'indépendance hellénique. Geneve: Editions d'art Boissonas et Paris: Librairie Jean Budy & Cie., 1926.